# Inkafolket

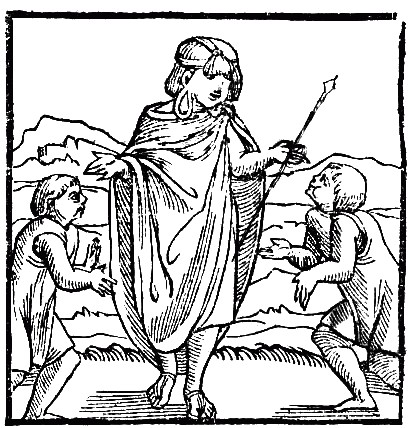
Illustration av den första representanten för inkorna i Europa (1553), hämtat från "Perus krönika" som är skriven av Pedro Cieza de León.

Inkafolket, inkaindianerna, var ett indianfolk i västra Sydamerika. Inkafolket kom efter Inkarikets kraftfulla expansion att underkuva andra folkgrupper i västra Sydamerika och blev till sist den största och mäktigaste kulturen under förcolumbiansk tid i Amerika.

## Utbredning
Inkafolket befolkade och kontrollerade som mest ett territorium på mer än 3 miljoner kvadratkilometer.
Inkarikets slutgiltiga fall inträffade, då spanjorerna under ledning av conquistadorerna kom. De dödade inkarikets ledare Atahualpa, och tog makten. Inkarikets armé kunde därefter lätt besegras. Inkariket erövrades av de spanska conquistadorerna år 1532.

## Mytologi
Inkafolket trodde att bergen var gudar, som hörde bön och de därför offrade till. Machu Picchu är en stad/ruin/rituell plats. Många tror att den var central för inkaindianernas kultur.

## Samhälle
Inkafolket hade ett väl utvecklat samhälle, och liksom mayafolket, hade man kommit långt gällande medicinska uppfinningar. Exempelvis utfördes inkafolket avancerade hjärnoperationer, som också patienterna oftast överlevde. Exempelvis har fynd av kranier visat att inkafolkets läkare hade kompetens att lätta på tryck i hjärnan, man tror också att de kunde avlägsna tumörer och liknande med relativt stor framgång. Därtill hade inkafolket ett utvecklat postsystem, vägnät och kunde också frystorka mat.
Inkafolket utvecklade även lyxstaden Machu Picchu som är belägen på bergsrygg, 2430 meter över havet, i Anderna.

## Språk
Under inkarikets expansionsfas för Chinchaysuyu (dvs den fjärdedel av inkariket som låg norr om Cusco) började man av praktiska skäl i sin administration använda det språk, Quechua, som talades av befolkningen längs kusten, trots att man själva ursprungligen talade puquina. Quechua blev sedan inkarikets gemensamma språk.
Inkafolket använde sig av ett sinnrikt system kallat quipu med snören och knutar för registrering av sina tillgångar. Med knutar kunde indikeras nummer från ett till tio, och färgen på snöret angav vilken vara det gällde, även om det bör noteras att det senare inte hade någon gemensam regel, utan kunde variera. Quipu var ett gammalt kulturarv, i Caral har 5.000 år gamla quipus hittats.

### Några ord ur inkafolkets språk
- Acsu: En längre tunika med öppningar för armar och hals.
- Apo: guvernör
- Ayllo: Det andiska språkets beteckning för en mer social samhörighet, ofta tolkad som en viss individs familj, men även som en större gruppering som från kvarter till nation.
- Chicha: Ett slags öl gjort av majs som dracks på högtider och ceremonier
- Coya: Primär(tillfällig)-hustru.
- Iliclla: En fyrkantig sjal.
- Huaca: Lokal gudom.
- Mamacona: "Solens jungfrur". Kvinnor som tjänade staten.
- Mita: Skatt i form av arbete.
- Mitma: betecknar en grupp människor som flyttas från en plats till en annan.
- Yanacona: Män i permanent statlig tjänst